# PAQA
『PAQA』（パクァ）は、1999年9月22日にソニー・コンピュータエンタテインメントより発売されたプレイステーション用ソフトにしてPocketStation専用ソフトである。

## 概要
PocketStationを使って宇宙人のはんぺん星人「PAQA」（パクァ、声：矢島晶子）と会話をするコミュニケーションゲーム。最終的にパクァと「マブダチ」になることがゲームの目標になっている。
| スタブアイコン | サブスタブ | この項目は、まだ閲覧者の調べものの参照としては役立たない、コンピュータゲームに関連した書きかけの項目です。この項目を加筆・訂正などしてくださる協力者を求めています（P:コンピュータゲーム/PJ:コンピュータゲーム）。 |